# 沈慧蘭
沈慧蘭，綽號殺手蘭，是台灣的賽車手、賽車教練。
沈慧蘭是台灣少數的女性職業賽車手，她在出社會後為了通勤而買車代步。在投身賽車運動前，沈慧蘭是小學教師，在一次與友人的聚會中接觸到改裝車，從此對改裝車有興趣，並開始參加車聚。她在從事教職時的座駕是一台桃紅色烤漆的雪鐵龍Saxo，由於十分顯眼，屢屢吸引同事和學生的目光，讓她後來選擇將車子停在離學校遠一點的地方，再步行到學校。由於熱愛汽車，她一度考慮過要轉行擔任汽車維修員，但卻遭到家人反對，她便辭去教職，從汽車雜誌編輯開始做起，一邊練習賽車並參與業餘比賽。多年來在台灣的各個房車賽及拉力賽事中獲獎無數，並曾遠赴保加利亞、羅馬尼亞、捷克等歐洲地區參加國際級拉力賽事。
2016年，約翰走路推出品牌微電影《樂逆轉》，由代言人古天樂擔任主角，在片中駕駛賽車，而沈慧蘭則飾演他的賽車教練。沈慧蘭也曾參與由李祐寧執導的微電影《單車道》。除了參與賽車相關活動，她也參與過益智節目。

## 家庭
沈慧蘭的父親從事運輸業。姊姊沈雅琪在基隆擔任小學教師，曾因為在網路上分享與貢丸湯相關的教育經驗而受到關注，被稱為「貢丸湯老師」，後以「神老師」為名經營部落格。弟弟是電競主播 「戰神Vocal」沈昌賢。沈慧蘭在接觸賽車後結識了賽車手林沅滸，之後與他結婚，兩人育有一子一女。

## 外部連結
- 沈慧蘭-殺手蘭的Facebook專頁